# 歐洲化
歐洲化（英語：Europeanisation, Europeanization）是指相關現象和典範的改變：
- [1]非歐洲主題（包括文化、語言、城市或國家）接納許多歐洲特徵的過程。
- 在社會科學以外，歐洲化普遍是指歐洲潛在認同的成長，或政治認同超出國家認同。

1. ↑  Fligstein, Neil. . Politique européenne. 2000, 1 (1). ISSN 1623-6297. doi:10.3917/poeu.001.0025 （英语）.